# Relish

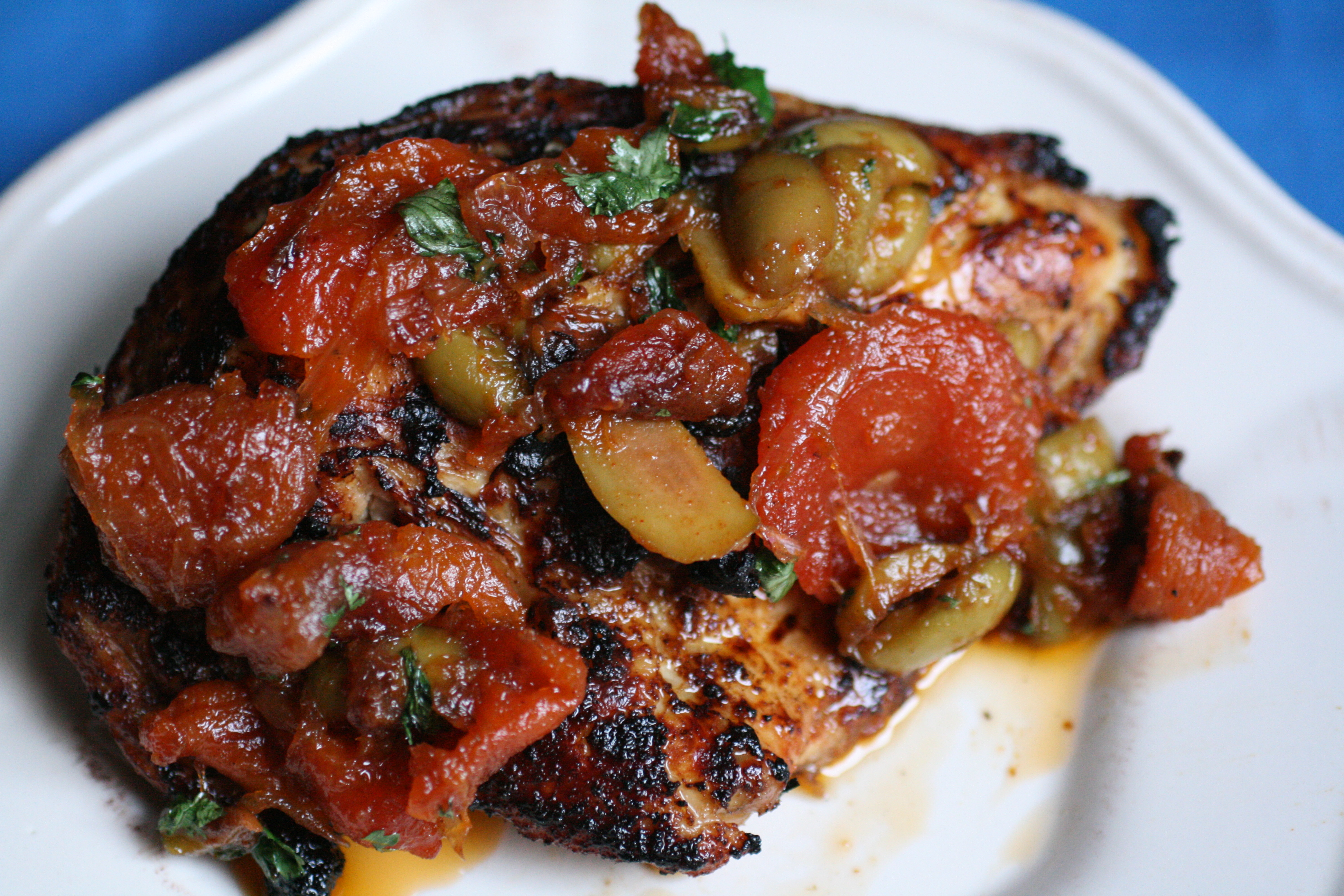
Pollo acompañado con un relish de melocotón y aceite de oliva.

Relish (llamado salsa americana en Chile) es un condimento cuyo principal objetivo es el de reforzar sabores de algún alimento. El ingrediente principal suele ser un encurtido de frutas o verduras cocinadas y finamente picadas. Es condimento habitual de barbacoas.

## Usos
Suele emplearse muy a menudo en las cocinas anglosajonas como condimento de sándwiches y hamburguesas. Así como en barbacoas. En la cocina inglesa es frecuente ver este acompañamiento aplicado sobre pan o queso. Se emplea a veces indistintamente la palabra condimento y relish erróneamente, ya que el condimento se suele aplicar a los alimentos en pequeñas proporciones (por ejemplo la mostaza), mientras que el relish es más abundante en su aplicación a los platos.
En Estados Unidos es uno de los condimentos más populares para los perros calientes. En Chile se le conoce como "salsa americana" o simplemente como "americana", siendo ocupado principalmente en los completos (variación local del hot dog).

## Tipos de relish
- Ajvar
- Zacuscă
- Carrot relish
- Cheese relish
- Chow-chow
- Cucumber relish
- Ćwikła
- Eneldo
- Hot dog
- Mixed pickles
- Piccalilli
- Sweet pickle
- Onion relish
- Sauerkraut
- Salsa tartar
- Chutneys
- Tomato relish